# Dukkala-Abda

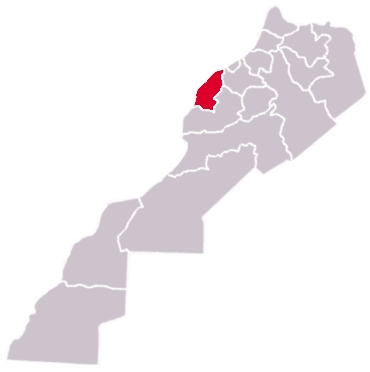
Region na mapie kraju

Dukkala-Abda (arab. دكالة عبدة) – region w Maroku, w centralnej części kraju. Populacja wynosiła w 2004 roku 1 984 039 mieszkańców na powierzchni 13 285 km². Stolicą regionu jest Safi.
Region składa się z 2 prowincji:
- Al-Dżadida
- Safi